# Понаровська Ірина Віталіївна
Ірина Віталіївна Понаровська (нар.. 12 березня 1953, Ленінград, РРФСР, СРСР) — радянська і російська джазова та естрадна співачка, кіноакторка, телеведуча.

## Біографія
Народилася 12 березня 1953 року в Ленінграді (Нині в Санкт-Петербурзі) в родині музикантів.
- Батько — Віталій Борисович Понаровський, був диригентом і художнім керівником джаз-оркестру.
- Мати — Ніна Миколаївна Арнольді, працювала концертмейстером у музичній школі при Ленінградській консерваторії, нагороджена дипломами Міжнародних конкурсів класичної музики «За найкращий акомпанемент».
- Музикантом став і один з двох старших братів Ірини — Олександр (нар. 1947), піаніст, а нині викладач музичного коледжу в США.
- Сестра Ірини (від другого шлюбу батька — Надія, нар. 1976), одна з учасниць проекту «Співаючі радіоведучі», працює музичним редактором на радіо «Вертикаль» в Санкт-Петербурзі.

Закінчила музичну школу при консерваторії, де навчалася грі на арфі та фортепіано. Слухаючи школяркою своїх кумирів Марію Пахоменко, Лідію Клемент, Едіту П'єху та Клавдію Шульженко, Понаровська сама поступово почала співати. З 15 років займалася вокалом у педагога Ліни Архангельської.
У 1971 році вступила до Ленінградської консерваторії.
З 1971 по 1976 рік вона була солісткою ВІА «Співаючі гітари», де їй довірили дві сольні пісні: «Непримітна краса» і «Вода буває гіркою». У баладі «Саласпілс» у неї була вокальна імпровізація. Саме звання солістки здавалося Ірі королівським титулом: «Я ніколи не виділялась в школі, не була лідером. Рівна, міцна учениця. Я не співала в хорі першим голосом. Стояла у других сопрано в останньому ряду». Потім була солісткою в «Коробейниках», де грав клавішник Олександр Зайцев, пізніше працював у «Машині часу».
У 1975 році виконала роль Еврідіки в першій радянській рок-опері «Орфей та Еврідіка». Її запросили на фестиваль до Дрездена (НДР). У Дрездені виконала дві пісні: «Люблю» композитора Якова Дубравіна і німецькою мовою — «Сідай у поїзд своєї мрії». Викликала овацію і отримала першу премію.
В 1976 році — гран-прі Міжнародного фестивалю пісні «Сопот—1976» (Польща) за виконання пісні «Благання». Дев'ять разів її викликали на заключному концерті і змусили-таки співати «на біс» у порушення фестивальних традицій.
Другу конкурсну пісню виконувала польською мовою — «Була птахом». Тріумф Понаровської в Сопоті — свідчення того, що за кордоном її прийняли як рідну куди раніше і достойніше, ніж це сталося на батьківщині. Польща носила її на руках. Як колись — Німеччина. І там, і там на журнальних обкладинках була красива жінка, яка так чудово співає. Одна з цих фотографій відкрила їй дорогу в кіно, але пізніше. В Сопоті її возили на власному «Мерседесі» з номером, де красувалося: «Ірина Понаровська». На вулицях-брали автографи. Після перемоги її готельний номер уставили кошиками квітів. Вона влаштувала в ресторані прийом для радянської делегації, бо ж загального бенкету лауреатів не було. Там, сидячи за столом спиною до залу (бо їй так більш подобається) — Іра приймала привітання співвітчизників. У 1970-х її титуловали так: «Фрау Фестиваль» в Дрездені і «Міс Об'єктив» в Сопоті — «за красу, чарівність і фотогенічність».
У 1976 році переїхала до Москви, де два роки була солісткою джаз-оркестру Олега Лундстрема.  
У 1979 році пережила клінічну смерть черезхворобу нирок.
Починаючи з 1976 року неодноразово знімалася в кіно. У 1978 році здала випускні іспити у консерваторії і отримала диплом піаністки. На випускних іспитах вона виконувала перший концерт Рахманінова для фортепіано з оркестром, 32 варіації Бетховена, п'єси Дебюссі, Шостаковича і Щедріна.
У 1980-х та початку 1990-х років активно знімалася в кіно і на телебаченні в різних музичних передачах, зокрема «Пісня року», «Ранкова пошта», «Очевидне-неймовірне», «Блакитний вогник», «Навколо сміху», «Театральні зустрічі», «Адреси молодих», «Хіт-парад Останкіно» і кожен рік в концерті до Дня міліції. Вела дитячу телепередачу «Будильник», брала участь у гумористичних проектах Ігоря Угольникова «Оба-на!» і «Кут-шоу». Радіо передавало її голос у програмах «З добрим ранком», «У робочий полудень», «До-ре-мі-фа-соль», в яких тоді дійсно виконували реальні заявки слухачів.
У 1982 році брала участь у створенні комедійного мюзиклу під назвою «Трест, який лопнув», але «Пісня Сари Бернар» в її виконанні при остаточному монтажі до фільму не увійшла.
У 1986 році пісня «Знаю — любив» в репертуарі Понаровської потрапила у хіт-парад, заведений тоді вперше в нашій країні. На телебаченні в програмі «Ранкова пошта» навіть зняли щось схоже на відеокліп. Автором слів пісні «Знаю — любив» була Джуна. Пісня «Знаю — любив» стала лауреатом фестивалю «Пісня року — 1986». До пісні «Знаю — любив» в кінці 1987 року Понаровська додала нову фарбу в зовнішності: з натуральної шатенки стала блондинкою.
У 1988 році в столичному ГЦКЗ «Росія» відбулися її перші в Москві сольні концерти під назвою «Все спочатку».
Влітку 1989 року була членом журі на Всесоюзному конкурсі молодих виконавців радянської естрадної пісні в Юрмалі. І після трьох турів виділила явного претендента на гран-прі — Сосо Павліашвілі. Ще двоє колег були з нею солідарні, але інші члени журі вирішили гран-прі не присуджувати: немає гідних. Ірина дісталася до Риги, де через хворобу перебував на той час голова журі Раймонд Паулс (він дивився конкурс по телебаченню) і його слово переважило сумніви.
7—8 січня 1990 року відбулася перша в СРСР благодійна програма «Телемарафон Дитячого фонду». Понаровська віддала на рахунок Дитячого фонду 10 000 карбованців.
У листопаді 1992 року брала участь у шоу «Борис Моїсеєв і його леді», зробивши фурор перукою з темно-вишневого довгого волосся. Сергій Звєрєв привіз її з Японії. Вона довго мучилася сумнівами: «Як приймуть, чи не переборщили ми з кольором?». Сергій дивувався: «Вона боїться бути шикарною?» Перука ідеально підійшла до пісні «Мені плювати». А у фіналі програми «Леді Несподіванка», як назвав її Борис Моїсеєв, з'явилася на сцені у величезному чорному капелюсі. Це була перша серія капелюшного циклу Звєрєва — Понаровської.
В 1993 році вона випустила свій перший великий диск «Так проходить життя моє», а в лютому 1993 року знялася в першому своєму відеокліпі на пісню «Так проходить життя моє». На початку 1990-х виступала в дуеті з Богданом Титомиром. В середині 1990-х вела телепередачу «Фітнес-клас Ірини Понаровської», для якої вона розробила власну гімнастику і методику правильного харчування. За її словами, могла б стати лікарем, якби не стала співачкою: їй подобається зцілювати. З 15 років тримає свою фігуру під суворим контролем, не дозволяючи набирати зайві кілограми не тільки заради естетичного задоволення глядачів, але і заради власного здоров'я. Дуже любить плавати: влітку в морі, взимку в басейні; катається з сином на роликах.
У грудні 1993 року на черговому шоу Бориса Моїсеєва в концертному залі «Росія» виконала нову пісню композитора Віктора Чайки «Романс самотніх».  
Восени 1996 року у віці 96 років померла улюблена бабуся Ірини — Шарлотта Арнольді, яка перша в сім'ї серйозно поставилася до боязких спроб дівчинки співати і наполягла, щоб її показали педагогу по вокалу, визначивши внучці професію і спосіб життя.
У 1997 році представила в столичному ДЦКЗ «Росія» сольну програму «Жінка завжди права». У тому ж році вийшов і другий великий диск співачки з однойменною назвою. У день останнього концерту 16 квітня, на Площі зірок естради біля центрального входу в концертний зал відбулася церемонія закладення зоряної плити імені Ірини Понаровської. Так національна музична премія «Овація» відзначила 25-річний ювілей її естрадної служби. У тому ж році вийшов компакт-диск «Жінка завжди права».
У 1998 році вона — голова журі конкурсу, ведуча і почесний гість фестивалю «Слов'янський базар».
У травні 1999 року вона разом з Сосо Павліашвілі провела вечір пам'яті співака і композитора Шандора. Пізніше записала його пісню «Розкажи мені про любов», а також дует з Сосо «Ти і я» для проекту «Зірки співають пісні Шандора». У тому ж 1999 році Ірина відкрила свій PR-клуб, на базі якого народилася ідея створення власної колекції одягу.
У 2000-х роках невдало намагалася пробувати себе в бізнесі. У 2000 році створила бренд «I-ra», а через два роки відкрила імідж-агенцію «Простір стилю». В Нью-Йорку відкрився Будинок моди Ірини Понаровської, з яким підписав контракт один з бродвейських театрів.
У 2003 році познайомилася і почала співпрацювати з композитором Юрієм Ерікона. А в кінці року взяла участь у його творчому вечорі, де виконала 2 пісні «Краплі» і «Спасибі за любов». На його пісню «Спасибі за любов» Федір Бондарчук зняв відеокліп в березні 2004 року. Також зараз називається нова концертна програма співачки, з якою вона успішно гастролює.
Трохи пізніше взяла участь у реаліті-шоу «Ти — супермодель» в якості експерта. Виступила хедлайнером на концертах «Зірки фестивалю „Нова хвиля“ в Америці»
Виступ на «Легенди Ретро FM» у 2008 році стало першим концертом за попередні десять років.
31 березня 2009 року була гостем ток-шоу «Нехай говорять» на Першому каналі, присвяченого дню народження Лайми Вайкуле.
13 листопада 2010 року відбувся концерт в Санкт-Петербурзі в розважальному центрі «Гігант-хол».
називають найелегантнішою жінкою російської естради. У 1990 році представники Будинку моди «Шанель» присвоїли їй титул «Місс Шанель Радянського Союзу», а в 1998 році італійська фірма, одяг якої носили улюблені актриси Понаровської Марлен Дітріх і Ромі Шнайдер, запропонувала їй стати «обличчям» фірми.
У неї в Москві власне ательє .В кінці 2019 пройшла чутка про її бажання повернутися на сцену .
Багато часу нині проводить за кордоном, в Естонії, в старому будинку під Нарвою.

### Особисте життя
- Перший чоловік — Григорій Давидович Клейміц (нар. 17 серпня 1945[9]), музичний керівник ВІА «Співаючі гітари». Прожили у шлюбі півтора року[10].
- Другий чоловік — Вейланд Родд (Wayland Rudd) (нар. 11 грудня 1946), негритянський джазовий співак[11] і музикант. Прожили у шлюбі сім років.
  - Син — Ентоні Родд (нар. 17 жовтня 1984)[12], художник.
- Третій чоловік — Дмитро Юрійович Пушкар (нар. 19 липня 1963), член президії Російського товариства урологів, член Американської та Європейської асоціацій урологів, член президії Європейської школи урологів. Є також запрошеним лектором у багатьох країнах світу[13] (з 1986 по 1997 роки).

## Творчість

### Фільмографія

#### Ролі в кіно
- 1976 — Мене це не стосується — Регіна Михайлівна Корабельникова
- 1977 — Горіх Кракатук (за казкою Гофмана «Лускунчик») — Фея часу (головна роль)
- 1978 — Міська фантазія
- 1978 — Пограбування опівночі — «Цыца», дівчина легкої поведінки
- 1983 — Трест, який лопнув — псевдо-Сара Бернар
- 1985 — Золота рибка (телеспектакль) — адміністратор готелю «Золота рибка»
- 1985 — Блакитні міста (фільм-концерт, на музику А.Петрова)
- 1992 — Він своє отримає — Глорія (головна роль)

#### Озвучування
- 1974 — Весілля Кречинського — пісні за Лідочку, в тому числі романс «Жіноча доля така» («Я тільки вас люблю»)
- 1976 — Синя птиця — виконання пісень
- 1981 — Не бійся, я з тобою — виконання пісень
- 1981 — Пора червоних яблук — виконання пісень
- 1984 — Канікули Петрова і Васєчкіна, звичайні і неймовірні — Інна Андріївна (вокал)
- 1987 — Пітер Пен — доросла Венді Дарлінг (вокал)

### Дискографія
- 1976 — «Співає Ірина Понаровська»

1. Хто винен
2. Ох ти, невірний
3. Нехай це збудеться
4. Люблю

- 1976 — «Ірина Понаровська»

1. Материнська любов (з к/ф «Синій птах»)
2. Перші радості
3. Квапся
4. Благання

- 1977 — «Кругозір» N1 за 1977

1. Благання

- 1977 — «Кругозір» N12 за 1977

1. Пісня про синього птаха
2. Прийшла пора кохання

- 1977 — «Ірина Понаровська»

1. Місто радості
2. Нехай це збудеться
3. Ти хочеш зі мною розлучитися
4. Блакитна річка

- 1980 — «Пісні А. Мажукова» (вик. Ірина Понаровська)

1. Музика кохання
2. Одного разу

- 1987 — «Ластівки»

1. Ластівки
2. Кросворд

- 1987 — «Маскарад природи»

1. Маскарад природи
2. Дон Жуан

- 1993 — «Так проходить життя моє»

1. Так проходить життя моя
2. Ти мій бог
3. Ти завжди зі мною
4. Не жартуй
5. Всім живим
6. Я не окликну за іменем
7. Мені плювати
8. Нічне кабаре
9. Реквієм

- 1997 — «Жінка завжди права»

1. Мої друзі
2. Жінка завжди права
3. Я знаю
4. Листів не треба
5. Прав був ти
6. Гітара
7. Романс
8. Дай мені
9. Єдиний мій
10. Визнання
11. Спасибі тобі за квіти
12. Зірка леді

- 2003 — «Орфей і Еврідіка»

1. Перший дует Орфея і Еврідіки (дует з А. Асадуліним)
2. Сцена прощання (дует з А. Асадуліним)
3. Напуття Еврідіки (дует з А. Асадуліним)
4. Перше повернення Орфея (дует з А. Асадуліним)
5. Пісня Еврідіки
6. Дует Еврідіки і Харона (дует з Б. Вивчаровским)
7. В очікуванні Орфея
8. Сцена другого повернення Орфея (дует з А. Асадуліним)
9. Фінал (дует з А. Асадуліним і Б. Вивчаровским)

- 2008 — «Співає Ірина Понаровська»

1. Материнська любов, з кінофільму «Синій птах» (А. Петров, орк. В. Габая — Т. Калініна)
2. Ти хочеш зі мною розлучитися (А. Норозов — М. Рябінін)
3. Блакитна річка (Е. Кузинер — С. Льясов)
4. Музика любові (А. Мажуков — А. Поперечний)
5. Одного Разу (А. Мажуков — В. Резнік)
6. Світ Без Чудес (Ст. Бистряков — А. Дмитрук, А. Костинський)
7. Горобинові намиста (А. Укупнік — А. Жовтий, А. Молодим)
8. Прийшла пора кохання (Л. Гарін — Н.Олєв)
9. Ти для мене (Р. Фертич — В.Резнік)
10. Колискова (Т. Хренніков — А. Гладков)
11. Прощання (Т. Хренніков — Ф. Кравченко)
12. Московські вікна (Т. Хренніков — М. Матусовський)
13. Очікування (В. Успенський — Б. Гершт)
14. Пісня про казку (П. Бюль Бюль-огли — А. Дідуров)
15. Дует (П.Бюль Бюль-огли — А. Дідуров)
16. Ластівки (Т. Островська — А. Римициан)
17. Кросворд (Т. Островська — А. Римициан)
18. Маскарад природи (Т. Островська — Д. Усманов)
19. Дон Жуан (Т. Островська — Л. Воропаєва)
20. Незасвічена свічка (О. Кваша — В. Панфілов)
21. Я більше не хочу (О. Кваша — В.Панфілов)
22. Фінальна пісня (В. Єфремов — Л. Дербеньов)

## Визнання і нагороди
- Лауреат Міжнародних конкурсів естрадної пісні «Дрезден-1975» (перша премія) та «Сопот—1976» (гран-прі).
- Титул «Місс Шанель Радянського Союзу» (1990).
- 16 квітня 1997 року пройшла церемонія відкриття іменної зірки Ірини Понаровської на Площі зірок естради у ГЦКЗ «Росія» в Москві.